# Греденер, Герман
Герман Теодор Отто Греденер (нем. Hermann Theodor Otto Grädener; 8 мая 1844, Киль — 18 сентября 1929) — австрийский композитор, скрипач, музыкальный педагог. Сын Карла Греденера.
Окончил Венскую консерваторию (1862). В 1864—1869 гг. скрипач Венской оперы. С 1873 г. преподавал в Клавирной школе Хорака, с 1877 г. в консерватории, с 1884 г. профессор; среди его учеников, в частности, Клеменс Краус. В 1892-1896 гг. руководил Венской певческой академией. В 1899 г. возглавил кафедру гармонии и контрапункта в Венском университете, которую до этого занимал Антон Брукнер.
Греденер был довольно консервативным сочинителем. Ему принадлежит единственная опера, «Святая Зита» (нем. Die Heilige Zita), поставленная в Вене в 1918 году, симфония, скрипичный концерт, Вариации для органа, трубы и струнного оркестра, различные камерные произведения, среди которых современники ценили два струнных квартета.
В биографии Густава Малера Греденер упоминается в связи с его восторженной реакцией на юношеский малеровский фортепианный квартет, впоследствии утраченный (Греденер даже организовал приватное исполнение этого произведения в одном из частных домов Вены). Малер не был столь же одобрителен по отношению к музыке Греденера: в бытность свою руководителем Венской оперы он не принял к постановке его оперу. Мориц Розенталь в своих воспоминаниях сообщает также о едких отзывах Иоганнеса Брамса, некогда сотрудничавшего с Греденером-отцом, о Греденере-сыне, объясняя их, однако, завистью.